# Nostra Senyora d'Uialfàs
Nostra Senyora d'Uialfàs és una talla en fusta policromada del segle xvi que es troba a la Pobla d'Uialfàs, Mallorca. Es troba en el Museu de Sa Pobla, i anteriorment ha estat a l'església de Crestatx i a la Parròquia.
| «                     | La imatge de Nostra Senyora d'Uialfàs és d'una intensa gràcia espiritual. Els valors plàstics, serenitat del rostre, senyorívola posició gestual, curós tractament dels plecs del mantell, proporcionalitat ajustada als cànons estètics de l'època, li confereixen una gran bellesa, un hàlit d'acaronadora transcendència religiosa. | » |
| — Alexandre Ballester | |   |